# Montels (Ariège)
Montels é uma comuna francesa na região administrativa de Occitânia, no departamento de Ariège.